# Thálie
Thálie (latinsky Thalia nebo Thalea, řecky Θάλεια – „Kvetoucí“) je v řecké mytologii dcera nejvyššího boha Dia a bohyně paměti Mnémosyné. Jde o Múzu veselého básnictví, komedie a pastýřských zpěvů.
Thálie bývá zobrazována s maskou herce komedií nebo s pastýřskou berlou, obvykle zahalená v dlouhý šat.

## Thálie – Charitka
V mýtech se vyskytuje tato Thálie, která jsou jednou ze tří sester - Charitek. Zbylé Charitky se jmenují Eufrosyné a Aglaia.

## Odraz v umění
Její tři nejlepší starověké sochy (římské kopie řeckých originálů ze 4.-3. stol. př. n. l.) se nacházejí ve Vatikánském muzeu, v Národním muzeu v Neapoli a v pařížském Louvru.